# Cathédrale Saint-Adalbert d'Esztergom
La cathédrale Saint-Adalbert (en hongrois : Nagyboldogasszony és Szent Adalbert Prímási Főszékesegyház) est un sanctuaire catholique de la ville d'Esztergom, dans le nord de la Hongrie. Église-mère de l'archidiocèse d'Esztergom-Budapest, elle porte le titre de primatiale et de basilique mineure.
Érigée à partir de 1822, elle succède à une ancienne cathédrale médiévale ruinée lors d'une bataille contre les troupes ottomanes. Franz Lizst compose et exécute la « Missa solennis zur Einweihung der Basilika in Gran », dite « Messe d'Esztergom » (Gran étant le nom allemand de la ville) à l'occasion de la dédicace du sanctuaire en 1856.

## Historique
À l'origine, il existe une église médiévale érigée durant le règne du roi Étienne Ier, probablement entre 1001 et 1010. L'installation d'un évêque quelque temps plus tard en fait la première cathédrale de Hongrie. Ruinée à plusieurs reprises, notamment à l'issue d'un important sinistre au XIIe siècle, la cathédrale est dévastée lors des combats consécutifs à l'invasion ottomane en 1543. L'archevêque prend la fuite et se réfugie à Bratislava. 
Seule rescapée des combats, une petite chapelle de style Renaissance édifiée par le cardinal Tamás Bakócz en 1506.

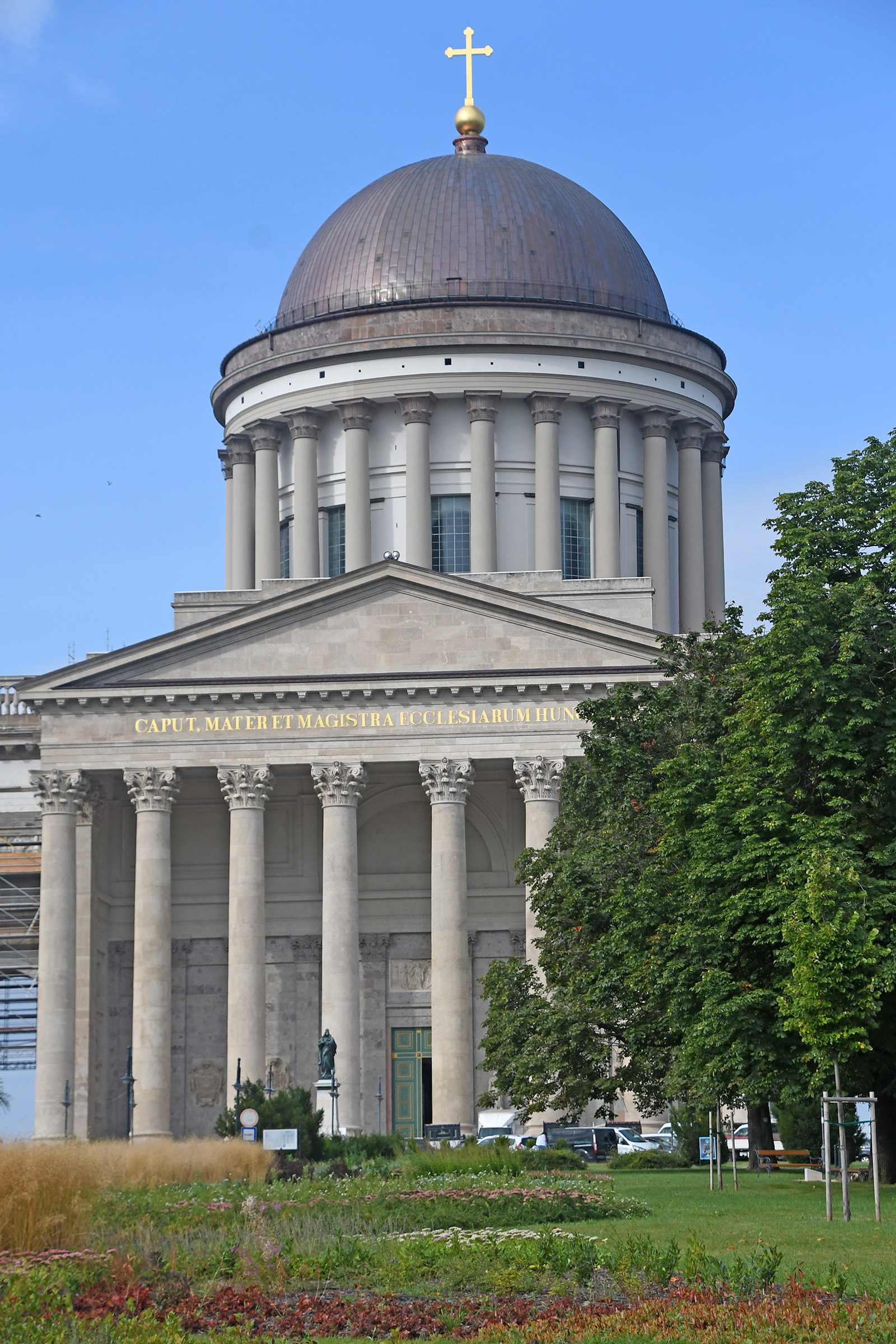
La façade avec la dôme.

Libérée du joug Ottoman en 1683 par le roi de Pologne Jean III Sobieski, la Hongrie passe sous la domination de la Maison de Habsbourg. Il faut attendre presque trois siècles pour que soit rétabli l'archevêché d'Esztergom en 1820, ce dernier étant consacré siège primatial de Hongrie par l'archevêque Sándor Rudnay. Le début des travaux de construction de la nouvelle primatiale débute deux ans plus tard, en 1822, et se poursuivent jusqu'en 1869. Entre-temps, Franz Lizst compose et exécute la « Missa solennis zur Einweihung der Basilika in Gran », dite « Messe d'Esztergom » (Gran étant le nom allemand de la ville) à l'occasion de la dédicace du sanctuaire en 1856.

## Architecture

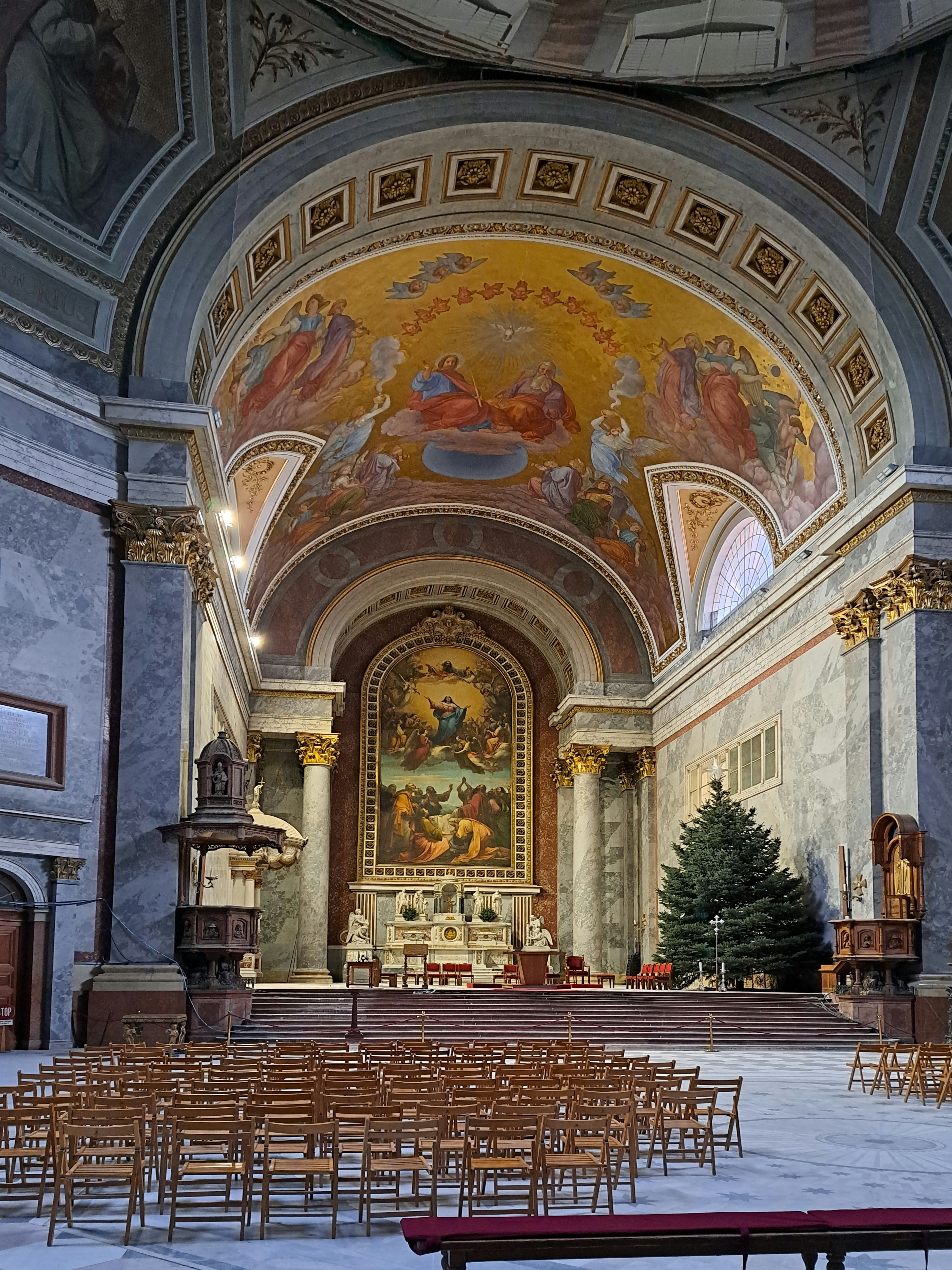
L'intérieur avec le maître-autel.

Les travaux du nouveau sanctuaire sont confiés à l'architecte Pál Kühnel. Ce dernier dessine un édifice inspiré du néo-classicisme, intégrant un portique et un dôme monumental à douze baies rectangulaires, cantonné de colonnes corinthienne. De part et d'autre de la façade, deux campaniles bordés de pilastres sont coiffés de dômes plus petits.
La cathédrale, non orientée, tourne son abside vers le nord. Elle se base sur un plan rectangulaire et est éclairée par une série de baies hémicylindriques. Ses dimensions impressionnantes en font l'une des plus grandes églises de Hongrie : la longueur totale de l'édifice atteint ainsi 118 mètres pour 49 mètres de largeur. Le dôme est la partie la plus élevée de l'édifice et culmine à presque 100 mètres.
La crypte abrite les tombeaux des cardinaux hongrois depuis Ambrus Károly, dont Dénes Szécsi, Tamás Bakócz, Alexander Rudnay et Jusztinián Serédi. Parmi les prélats qui y sont inhumés, notons ainsi le cardinal József Mindszenty, réfugié à Vienne après l'invasion soviétique de 1956. Décédé en exil en 1975, son corps n'est rapatrié qu'en 1991, ce dernier ayant émis le vœu de ne retourner en Hongrie qu'une fois le dernier soldat soviétique évacué.
La cathédrale abrite des reliques de saint Marc Krizin et du bienheureux Zoltán Meszlényi.

## Note
- (en) Cet article est partiellement ou en totalité issu de l’article de Wikipédia en anglais intitulé « Esztergom Basilica » (voir la liste des auteurs).